# Passion (film 2008)
Passion è un film del 2008 diretto da Ryūsuke Hamaguchi.
Il film analizza i rapporti tra un piccolo gruppo di amici, esplorando la natura sottile del desiderio, della colpa e del non detto.

## Trama
Durante la cena tra amici in cui festeggia il proprio ventinovesimo compleanno, Kaho annuncia il prossimo matrimonio con Tomoya. La cosa fa emergere tensioni latenti nel gruppo di amici, rivelando amori non corrisposti, gelosie e conflitti tra i più intimi. 
Col passare dei giorni, si scoprono segreti e crisi personali che turbano l'apparente armonia del gruppo. 

## Produzione
Opera di diploma del regista alla Università delle arti di Tokyo, nata come film di laurea sotto la supervisione di Kiyoshi Kurosawa. Il regista prende ispirazione dallo stile di Cassavetes e Rohmer. Le riprese si tengono in ambienti intimi, con fotografia essenziale firmata da Yūichi Yuzawa.

## Distribuzione
Presentato al Tokyo Filmex nel 2008 e al Festival internazionale del cinema di San Sebastián. È stato scoperto in Francia solo nel 2017 in occasione di rassegne dedicate al cinema contemporaneo giapponese; distribuito nelle sale francesi a partire dal 2019.

## Accoglienza
Accolto con favore in Francia, dove è visto come un primo manifesto del giovane Hamaguchi. Critici l’hanno paragonato a Rohmer, Cassavetes e Bergman per il rigore psicologico e l’equilibrio dialogico.